# BECN1
Beclin-1 o Beclina-1 es una proteína que en los humanos está codificado por el gen BECN1 . Beclin-1 es una proteína de mamíferos ortóloga a Atg6 (autophagy-related gene 6) de levaduras y a la proteína BEC-1 del nematodo C. elegans Ésta proteína interacciona con BCL-2 o PI3k de clase III, teniendo una función crítica en el control de la autofagia y muerte celular.

## Papel en la enfermedad
Beclin-1 juega una función importante en tumorigénesis, y neurodegeneración, estando implicada en la muerte celular programada por autofagia. Por ejemplo, el cáncer de ovario con un incremento de autofagia tiene un comportamiento menos agresivo y responde mejor a la quimioterapia.
La esquizofrenia está asociada con niveles bajos de Beclin-1 en el hipocampo de la persona afectada, que causa una disminución de la autofagia que resulta en un incremento de la muerte de células neuronales.

## Interacciones
Se ha descrito que BECN1 puede interaccionar con:
- Bcl-2[1]
- BCL2L2[7]
- GOPC[8]
- MAP1LC3A[5]
- Rubicon[9]
- UVRAG[9]

## Moduladores
Trehalosa
La trehalosa reduce el ratio p62/beclin-1 e incrementa la autofagia en el córtex frontal de ratones ICR, posiblemente debido al incremento de Beclin-1